# JLG
JLG Industries, Inc. — міжнародна публічна індустріальна компанія, до якої входить ряд дочірніх компаній, і яка, в свою чергу, є дочірньою компанією Oshkosh Corporation. Компанія JLG проектує, виробляє і постачає підіймальне і навантажувальне обладнання під власною торговою маркою JLG® та під наступними брендами:
- SkyTrak®;
- Lull®;
- LiftPod®;
- TRIPLE-L®.

## Коротка історія
Компанія була заснована у 1969 році Джоном Л. Ґроу англ. John L. Grove, від ініціалів якого походять назва і логотип компанії. На момент заснування компанія являла собою співдружність двох близьких товаришів-партнерів, які викупили розташоване у місті Макконнелсбург, штат Пенсільванія невелике приватне виробництво металовиробів, і у якому працювало 20 робітників. Перший підіймач JLG із робочою платформою для виконання робіт на висоті був виготовлений і проданий у 1970-му році. Рухомий підіймач вигідно відрізнявся і з успіхом заміняв традиційні риштування, що використовувалися для будівельних та ремонтних робіт на висоті. Більшість конструкторських рішень і базових конструкційних елементів підіймача залишаються незмінними та з успіхом застосовуються і сьогодні.
Після придбання JLG компанією Oshkosh Corporation президентом компанії був призначений Крейг Е. Пейлор, який із 1978-го року незмінно займався продажем, дослідженням ринку та економічним розвитком компанії. Під його керівництвом за приблизно 30 років із невеликого підприємства із доходом в 25 мільйонів доларів JLG перетворилась на транснаціональну компанію з доходом, який перевершив 3 мільярди доларів.
У 2010 його місце зайняв Вільсон Джонс — виконавчий віце-президент відділення пожежної техніки і безпеки компанії Oshkosh Corporation.
1-го серпня 2012-го року Вільсон Джонс отримав підвищення і перейшов на посаду президента та операційного директора Oshkosh Corporation. Його замінив нинішній президент JLG — Френк Неренхаузен, який до цього був виконавчим віце-президентом Oshkosh Corporation та президентом комерційного відділу McNeilus.

## Основні виробничі потужності компанії
- США JLG Industries Inc. Штаб-квартира та основний завод у м. Макконнелсбург, штат Пенсільванія;
- ПАР JLG Ind. . Штаб-квартира та завод у м. Еденглен;
- Австралія JLG Industries (Australia) Ltd. Штаб-квартира та завод у м. Порт Макворі, штат Новий Південний Уельс;
- Бельгія JLG Manufacturing (Europe) Bvba]]. Штаб-квартира та завод у м. Маасмехеден, провінція Лімбург;
- Франція JLG. Штаб-квартира та завод у м. Фоє, департамент Лот і Гаронна;
- Румунія JLG. Штаб-квартира та завод у м. Медіаі, повіт Сібіу;
- КНР JLG. Штаб-квартира та завод у м. Тяньцзінь.

## Основна продукція

### Підіймальне та навантажувальне обладнання

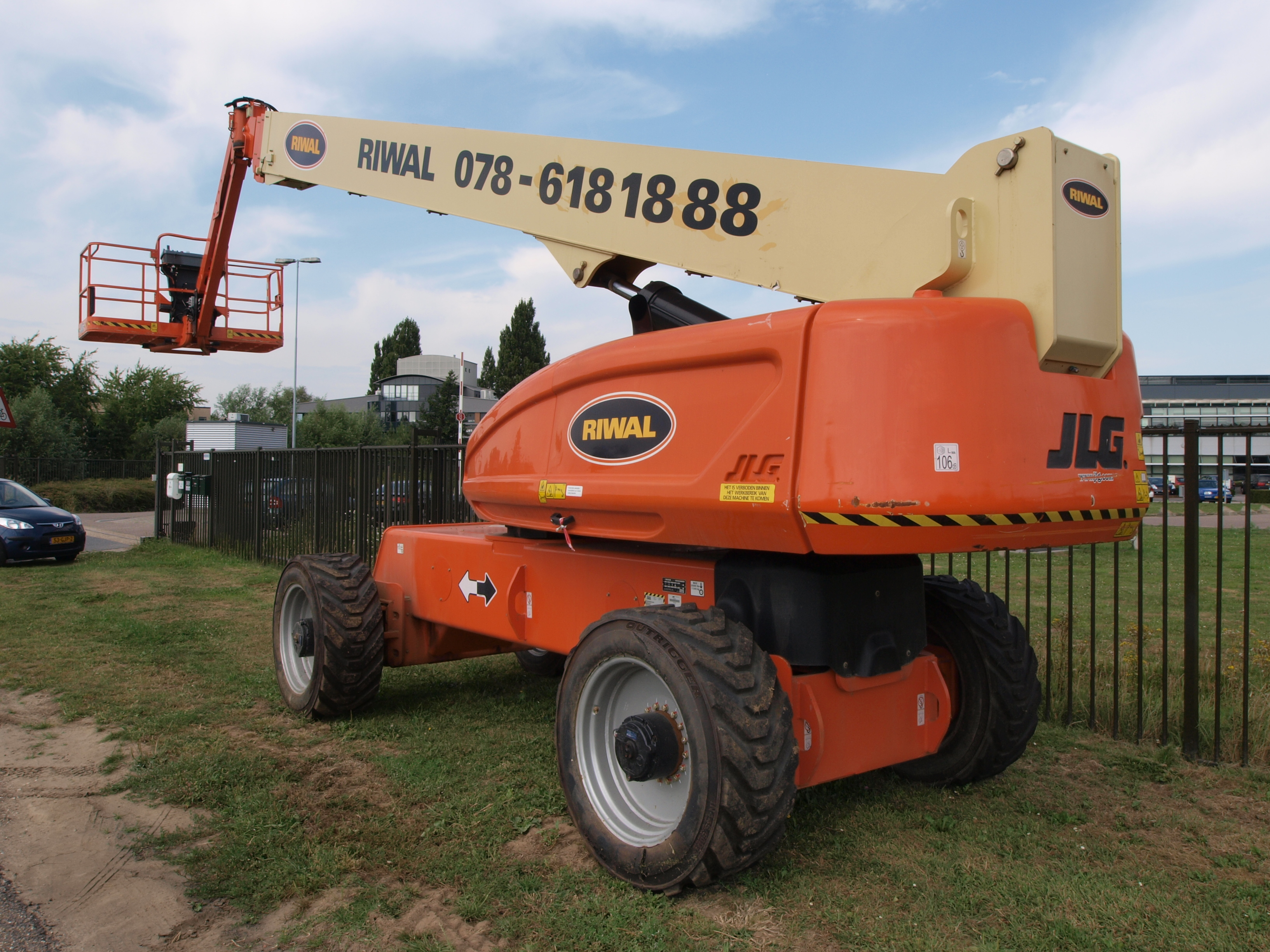
Мобільний стріловий ліфт JLG

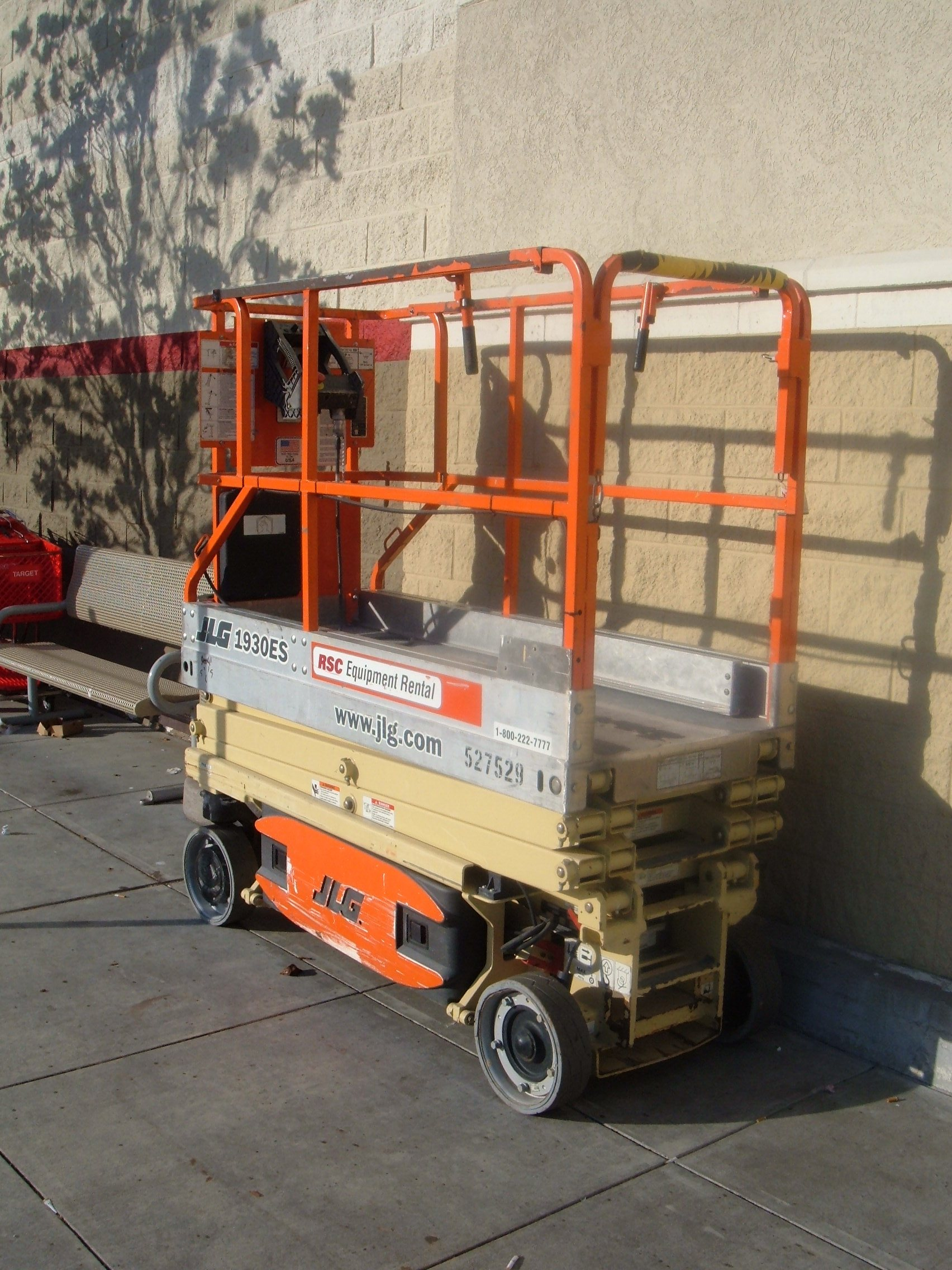
Пересувний ножицевий ліфт JLG у складеному стані

JLG Industries, Inc. — провідний всесвітній лідер-проектувальник, виробник та постачальник пересувних та мобільних веж-ліфтів і стріл-ліфтів із робочими платформами та/або із спеціалізованим обладнанням, які призначені для виконання робіт на висоті та у труднодоступних місцях. Окрім цього, компанія і її підрозділи виробляють стрілові і телескопічні пересувні і мобільні навантажувачі із вилочними, грейферними та спеціальними захватами. До основних видів продукції відносяться:
- мобільні стрілові ліфти із робочими платформами;
- мобільні і пересувні стрілові і телескопічні ліфти із робочими платформами;
- телескопічні підйомники-навантажувачі під торговими марками JLG®, SkyTrak® та Lull®;
- персональні пересувні ліфти.
- ножицеві підіймальні платформи з приводом від електродвигунів та від двигунів внутрішнього згоряння.

### Підіймально-навантажувальне обладнання військового призначення
Компанія також виробляє спеціалізоване підіймально-навантажувальне обладнання виключно військового призначення. Сюди відносяться мобільні підіймачі на самохідних шасі підвищеної прохідності:
- грейферні підіймачі та навантажувачі ATLAS;
- вилочні підіймачі та навантажувачі ATLAS II;
- вилочні навантажувачі Millenia Military Vehicle (MMV);
- вилочний спеціалізований навантажувач EIRV.

### Комерційні транспортні засоби
Компанія JLG проектує та виробляє комерційні одноосні та двоосні причепи Triple-L® невеликої та середньої вантажності з бортовою платформою та із платформами без бортів. Застосування ексклюзивної системи пониженої платформи Power Deck® забезпечує причепам ряд переваг перед аналогами. «Низька підлога» причепів полегшує процеси навантаження/розвантаження та знижує затрати на ці операції, а також, підвищує безпеку вантажників.